# Tuffa gänget
Tuffa gänget (engelska: The Bad Guys) är en amerikansk animerad film från 2022 löst baserad på barnboksserien med samma namn av Aaron Blabey, producerad av  Dreamworks Animation och distribuerad av Universal Pictures. Filmen är regisserad av Pierre Perifel (regidebut), skriven av Etan Cohen, och i huvudrollerna hörs Sam Rockwell, Marc Maron, Awkwafina, Craig Robinson, Anthony Ramos, Richard Ayoade, Zazie Beetz, Alex Borstein, and Lilly Singh.

## Handling
Filmen handlar en kriminell grupp antropomorfa djur som, när de till sist åker dit, låtsas försöka bli hederliga medborgare, bara för att deras ledare ska finna sig själv på riktigt lockad att ändra sitt sätt eftersom en ny skurk har egna planer.

## Rollista
- Sam Rockwell – Herr Varg
- Marc Maron – Herr Orm
- Awkwafina – Fröken Tarantel
- Craig Robinson – Herr Haj
- Anthony Ramos – Herr Piraya
- Richard Ayoade – Professor Rupert Marmelad IV
- Zazie Beetz – Diana Rävsvans
- Alex Borstein – Polischef Luggins
- Lilly Singh – Tiffany Fluffig
- Barbara Goodson – gammal kvinna

### Svenska röster
- Björn Bengtsson – Herr Varg
- Ole Ornered – Herr Orm
- David Lenneman – Herr Haj
- Mikaela Ardai Jennefors – Fröken Tarantel
- Pablo Cepeda – Herr Piraya
- Cecilia Wrangel – Diana Rävsvans
- Kim Sulocki – Professor Marmelad
- Charlotte Ardai Jennefors – Polischef Luggins
- Ellen Bergström – Tiffany Fluffig
- Övriga röster: Ako Rahim, Andreas Nilsson, Anna Isbäck, Anna Rydgren, Christopher Carlqvist, Gabriella Ferrato, Henrik Ståhl, Irene Lindh, Joanné Nugas, Jörn Savér, Linda Åslund, Mikael Regenholz, Mikaela Laurén, Nadja Veigas, Rennie Mirro, Sharon Dyall
- Dialogregissör – Hasse Jonsson
- Översättare – Vicki Benckert
- Sånginstruktörer – Mikael Regenholz, Rickard Engborg
- Sångtexter – Vicki Benckert
- Svensk version producerad av Eurotroll AB[8]